# Dylan Seys
Dylan Seys (Courtrai, 26 settembre 1996) è un calciatore belga, attaccante del Template:Calcio Bruheze.